# Jakob Horowitz
Jakob Horowitz (geboren am 5. März 1837 in Krakau; gestorben 1907 in Düsseldorf) war ein deutscher Oberrabbiner. Er wirkte in Märkisch Friedland und von 1868 bis 1904 in Krefeld.

## Leben und Wirken

### Familie
Jakob Horowitz war der Sohn des Kaufmanns Lazar Löb Horowitz und Rickel geborene Horowitz. Er heiratete am 22. November 1869 Celestine Heymann (* 1850). Das Ehepaar hatte vier Kinder: Sohn Leopold, genannt Leo (* 1873) und Tochter Rosa, genannt Röschen (* 1875). Die Söhne Markus und Kurt verstarben vermutlich in Kindesalter.
Rosa Horowitz heiratete 1900 den Textilfabrikanten Gustav Jonas, der aus Borken stammend, sich in Mönchengladbach niederließ. Die Eheleute sind die Eltern des Philosophen Hans Jonas.

### Werdegang
Jakob Horowitz begann 1857 in Breslau ein Studium am Jüdisch-Theologischen Seminar. Zugleich studierte er an der Universität Breslau Orientalistik und Geschichte. Er promovierte 1864 in Halle (Saale). Seine Dissertation trug den Titel Meletemata in librum apocryphum, qui Sapentia Iesu Siracidae vulgo appellatur, sie erschien später sowohl in Buchform, als auch in der Monatsschrift für Geschichte und Wissenschaft des Judentums. 1867 wurde er zum Rabbiner in Märkisch Friedland gewählt. Am 27. Mai 1869 wurde er zum Oberrabbiner von Krefeld gewählt – von allen Gemeinden des alten Konsistoriums Krefeld (Synagogenbezirke Krefeld, Moers, Geldern, Kleve, Kempen, Neuss, Grevenbroich, Bergheim und Geilenkirchen) und nach der neuen Synagogenverfassung gesondert für Krefeld. Am 10. August 1869 erfolgte die staatliche Zustimmung zu seiner Wahl.

### Tätigkeit als Rabbiner
In seiner Amtszeit wurde im August 1879 die Synagoge in Meschede sowie am 14. September 1883 die neue Synagoge in Hüls eingeweiht. 1891 löste in Xanten ein Ritualmordvorwurf Unruhen aus. Gemeinsam mit dem Vorsteher der jüdischen Gemeinde von Xanten, Oster, sandte Horowitz 15. September 1891 einen Brief an den preußischen Innenminister mit dem Gesuch, einen erfahrenen Kommissar zur Aufklärung des Falls in die niederrheinische Stadt zu entsenden. 1903 wurde die Krefelder Synagoge umgebaut und vergrößert. Das Gebäude wurde mit einem Stuckmantel im historistischen Stil verkleidet und erhielt fünf Türme. Jakob Horowitz weihte die Synagoge am 18. Juli 1903 ein. Dies war seine letzte Amtshandlung. Er trat dann in den Ruhestand.

## Schriften
- Das Buch Jesus Sirach. In: Monatsschrift für Geschichte und Wissenschaft des Judentums. 1865, Heft 3.
- Die Predigt der Gegenwart: ein Volksbildungselement. 1874?
- Trauerworte, gesprochen an der Bahre des Frl. Fanny Nathan, Gründerin und Vorsteherin des jüdischen Waisenhauses für Westfalen und Rheinland zu Paderborn, am 15. Juli 1877. Krefeld 1877.
- Predigt bei der Trauerfeier zum Gedächtnisse des hochseligen Kaisers und Königs Wilhelm I: gehalten am 16. März 1888 Abends. Krefeld 1888
- Festschrift zum 125jährigen jubiläum der ChewraKadischa zu Krefeld zugleich ein Beitrag zur Entstehungs-Geschichte der israelitischen Gemeinde. Krefeld 1889.